# Magnus – Trolljäger
Magnus – Trolljäger ist eine norwegische Comedy-, Fantasy-, und Krimiserie, die 2019 im NRK1 Premiere hatte. Die Serie handelt von dem genial-trotteligen Polizisten Magnus (Vidar Magnussen), der sich mit Verbrechen und übernatürlichen Erscheinungen auseinandersetzen muss. In Deutschland wurde die Serie zuerst 2021 auf NDR ausgestrahlt, danach in der ARD-Mediathek.

## Handlung
Irgendwo in einem ländlichen, verschneiten Teil Norwegens wird eine junge Frau tot in ihrem Hotelzimmer aufgefunden. Ihre Begleitung, ein bekannter Schauspieler, ist verschwunden. Das ist eine große Sache in dieser ruhigen Gegend. Ein Fall für äußerst fähige Ermittler. Beauftragt wird jedoch Magnus Undredal, die Lachnummer der örtlichen Polizei. Insgeheim ist Magnus aber ein genialer und erfindungsreicher Polizist, der allmählich dahinterkommt, dass dieser Fall in der nordischen Mythologie verwurzelt ist. Unterstützt wird er dabei von einem suizidgefährdeten Kollegen und einem schmächtigen Nachbarsjungen, beide ebenfalls Außenseiter. Dann tauchen plötzlich mystische Fabelwesen in der winterlichen Landschaft auf. Die abenteuerliche Spurensuche wird zunehmend seltsamer.

## Episodenliste
| Nummer | Titel (Deutschland)     | Erstausstrahlung (Deutschland) | Originaltitel             | Erstausstrahlung (Norwegen) |
| ------ | ----------------------- | ------------------------------ | ------------------------- | --------------------------- |
| 1      | Ein Fall für Idioten    | 10. Feb. 2021                  | Maskoten                  | 4. Jan. 2019                |
| 2      | Der doppelte Geir       | 10. Feb. 2021                  | Partnere                  | 4. Jan. 2019                |
| 3      | Von Gnomen und Trollen  | 10. Feb. 2021                  | For tidlig etterforskning | 12. Jan. 2019               |
| 4      | Kindergeburtstag        | 10. Feb. 2021                  | Bursdag                   | 19. Jan. 2019               |
| 5      | Der Wächter des Portals | 10. Feb. 2021                  | Magnustroll               | 26. Jan. 2019               |
| 6      | Wiederbelebung          | 10. Feb. 2021                  | Den Kopierte Krusader     | 26. Jan. 2019               |

## Besetzung
| Rollenname       | Schauspieler                       | Synchronsprecher   | Episoden |
| ---------------- | ---------------------------------- | ------------------ | -------- |
| Magnus Undredal  | Vidar Magnussen                    | Jaron Löwenberg    | 1–6      |
| Dan Haraldsen    | Pål Rønning                        | Matthias Klimsa    | 1–6      |
| Nikolaj          | Charlie Hutton                     | Jonathan Opitz     | 1–6      |
| Gerald Montac    | Tim Ahern                          | Achim Buch         | 1–6      |
| Geir Dragset     | Preben Hodneland                   | Daniel Schütter    | 1–6      |
| Robert Danielsen | Lars Berge                         | Jacob Weigert      | 1–6      |
| Lars             | Halvard Holmen                     | Konstantin Graudus | 1–6      |
| Edna             | Siren Jørgensen                    | Dagmar Dreke       | 1–6      |
| Jemma            | Emily Glaister                     | Malin Steffen      | 1–6      |
| Charlotte        | Anette Amelia Larsen               | Eva Michaelis      | 1–6      |
| Emma Nes         | Kristi-Helene Johannessen Engeberg | Leonie Landa       | 1–6      |
| Arthur           | Ola G. Furuseth                    | Volker Hanisch     | 1–6      |
| Erik (Troll)     | Kristoffer Olsen                   | Marco Kröger       | 1–6      |